# عماد سلامة
عماد سلامة هو أستاذ مشارك في العلوم السياسية والشؤون الدولية ورئيس قسم الدراسات السياسية والدولية في الجامعة اللبنانية الأمريكية (LAU). سلامة هو باحث سياسي على نطاق واسع. ومن أعماله "تراجع الدول القومية بعد الربيع العربي: صعود الجماعاتية" الذي يدرس سياسات الهوية المعاصرة وأنماط التعبئة المجتمعية. و الحكومة والسياسة في لبنان الذي يشرح ديناميكية السياسة اللبنانية الطائفية أثناء الصراع والإجماع والتفكك ودور الجهات الفاعلة المحلية والدولية. تتضمن سجلات أبحاثه دراسات وتقارير تستكشف تقاسم السلطة والسياسات المجتمعية في الشرق الأوسط وشمال أفريقيا. وهو كبير مستشاري السياسات والبرامج لتقييم للعديد من الحكومات والمنظمات الدولية في القضايا المتعلقة بحركات الاقتصاد السياسي، حل النزاعات، الجماعاتية، والحكم.

## المنشورات
- سلامي، عماد (2021). “الديمقراطية والتنمية في الشرق الأوسط”. في: ج. كروفورد وأ. عبد الله، محرران. "دليل البحوث حول الديمقراطية والتنمية."
- سلامي، عماد (2020). “حزب الله والطائفية ومعاداة الإمبريالية”. في موسوعة الإمبريالية ومعاداة الإمبريالية، طبعتان. كوب، زاك ونيس، إيمانويل. لندن: بالجريف ماكميلان.
- سلامي، عماد (2019). "التخفيف من الصراعات المجتمعية في منطقة الشرق الأوسط وشمال أفريقيا من خلال خيارات تقاسم السلطة[وصلة مكسورة]"، أورينت، 60(2): 43-50.
- سلامي، عماد (2018). "الدولة العربية الجماعاتية "، معهد جيمس أ. بيكر الثالث للسياسة العامة.
- سلامي، عماد؛ أبو نمر، محمد، إيلي أبوعون،[4] لندن: بالجريف ماكميلان.[5][6]
- سلامي، عماد (2017). تراجع الأمة -الدول بعد الربيع العربي: صعود الجماعاتية لندن: روتليدج.
- سلامي، عماد (2016). "الحركة المزدوجة والتوافقية ما بعد الربيع العربي"، العالم الإسلامي، 105(3): 187-203.
- سلامي، عماد (2015). “تغييرات وتحديات ما بعد الربيع العربي”. العالم الثالث الفصلية، 36(1): 111-129.
- سلامي، عماد (2013). “التخفيف من لعنة الموارد للصناعات الاستخراجية: حالة لبنان”. استخبارات قانون النفط والغاز والطاقة، 11 (3).
- سلامي، عماد وطبر، بول (2012). "التحول الديمقراطي والشعبوية الطائفية: حالة لبنان"، الشؤون العربية المعاصرة، 5(4): 37-41.
- سلامي، عماد وبيرسون، فريدريك (2012). "انهيار الاستبداد في الشرق الأوسط: كسر حواجز الخوف والقوة"، العالم الثالث الفصلي، 33 (5) : 931-948.
- سلامي، عماد وعثمان، زنوبيا (2011). "إحياء الشيعة وولاية الفقيه في صنع السياسة الخارجية الإيرانية"، السياسة والدين والأيديولوجية، 12(2): 197 - 212.

## انظر ايضا
- جوزيف عوض
- البطريرك نوح اللبناني